# Catharus occidentalis
Tordo-de-bico-pardo ou tordo-arruivado (Catharus occidentalis) é uma espécie de ave da família Turdidae.
É endémica do México.
Os seus habitats naturais são: regiões subtropicais ou tropicais húmidas de alta altitude.